# Como mirarte
«Como mirarte» es el sencillo debut oficial en solitario del cantante y compositor colombiano Sebastián Yatra, de su álbum debut Mantra, lanzado a finales del mes de octubre de 2015. La canción fue escrita el mismo Yatra y producida por el dúo colombiano de música urbana Cali & El Dandee. Tiempo después lanzo una versión acústica de la canción que se subió a sus plataformas digitales de música.

## Vídeo musical
El videoclip de la canción fue dirigido por David Bohórquez y producido por Tiny Tim Studios, y tuvo como invitada a la también cantante y actriz Greeicy Rendón. Al momento de su lanzamiento obtuvo más de 200.000 reproducciones en el canal VEVO del artista en YouTube.

## Uso en los medios
En 2016 fue utilizada como tema de cierre para la telenovela mexicana "Despertar contigo", la cual fue protagonizada por los actores Ela Velden y Daniel Arenas.

## Lista de canciones

### Descarga digital
| Como mirarte — Single |                |          |  |
| N.º                   | Título         | Duración |  |
| 1.                    | «Como mirarte» | 3:47     |  |